# Autobusna linija br. 109 u Zagrebu
Linija 109 (Črnomerec – Dugave) gradska je autobusna linija ZET-a u Zagrebu. Povezuje Dugave, niz novozagrebačkih kvartova, Knežiju, Srednjake, Trešnjevku i tramvajsko-autobusni terminal Črnomerec. Također prolazi uz Muzej suvremene umjetnosti, Zagrebački velesajam, Studentski dom Stjepan Radić i Gradsko kazalište Trešnja. Zbog niza mogućih presjedanja uz trasu, važna je poveznica zapadnog i južnog dijela Zagreba.

## Trasa
Prometuje na trasi: Črnomerec (Ilica → Zagrebačka cesta → Prilaz baruna Filipovića) – Selska cesta – Jadranski most – Avenija Dubrovnik – Avenija SR Njemačke – Dugave (Vatikanska ulica → Ulica sv. Mateja → Hribarov prilaz).
Na Črnomercu čeka polazak na peronu 15, a moguće je presjedanje na tramvajske linije 2, 6 i 11 i autobusne linije u smjeru Vrapča.
U Dugavama čeka polazak na stajalištu Kauzlarićev prilaz. Kroz Dugave prometuje u smjeru kazaljke na satu, dok linija 220 prometuje u suprotnom smjeru.
Ranojutarnji polasci iz spremišta prometuju od Kazališta Trešnja do Dugava.

## Raspored
Linija prometuje svaki dan. Slijed polazaka je 7 – 15 minuta radnim danom, 15 – 20 minuta subotom i 20 – 27 minuta nedjeljom.
Na liniji je disponirano 11 zglobnih autobusia iz Autobusnog pogona Podsused radnim danom, 5 subotom i 4 nedjeljom.

## Vanjske poveznice
- Vozni red linije 109

1. ↑  Datoteke u GTFS formatu. zet.hr. Pristupljeno 5. lipnja 2025. - Sadrži informacije tijela javne vlasti u skladu s Otvorenom dozvolom